# Toray Pan Pacific Open 2009
Toray Pan Pacific Open 2009 — жіночий тенісний турнір, що проходив на відкритих кортах з твердим покриттям. Це був 26-й за ліком Toray Pan Pacific Open. Належав до серії Premier у рамках Туру WTA 2009. Відбувся в Ariake Coliseum у Токіо (Японія). Тривав з 27 вересня до 2 жовтня 2009 року. Марія Шарапова здобула титул в одиночному розряді.

## Переможниці та фіналістки

### Одиночний розряд
Марія Шарапова —  Єлена Янкович, 5–2 (ret)
- Для Шарапової це був перший титул за сезон і 20-й — за кар'єру. Це був її переший титул починаючи з Bausch & Lomb Championships 2008, що відбувся у квітні 2008 року, і її друга перемога на цьому турнір 2005 року.

### Парний розряд
Аліса Клейбанова /  Франческа Ск'явоне —  Даніела Гантухова /  Ай Суґіяма, 6–4, 6–2

## Учасниці

### Сіяні учасниці
| Країна    | Гравчиня           | Рейтинг1 | Сіяна |
| --------- | ------------------ | -------- | ----- |
| Росія     | Дінара Сафіна      | 1        | 1     |
| США       | Вінус Вільямс      | 3        | 2     |
| Росія     | Олена Дементьєва   | 4        | 3     |
| Данія     | Каролін Возняцкі   | 5        | 4     |
| Росія     | Світлана Кузнецова | 6        | 5     |
| Росія     | Віра Звонарьова    | 7        | 6     |
| Сербія    | Єлена Янкович      | 8        | 7     |
| Білорусь  | Вікторія Азаренко  | 9        | 8     |
| Італія    | Флавія Пеннетта    | 10       | 9     |
| Сербія    | Ана Іванович       | 11       | 10    |
| Польща    | Агнешка Радванська | 12       | 11    |
| Австралія | Саманта Стосур     | 13       | 12    |
| Росія     | Надія Петрова      | 14       | 13    |
| Франція   | Маріон Бартолі     | 15       | 14    |
| КНР       | Лі На              | 16       | 15    |
| Франція   | Віржіні Раззано    | 18       | 16    |

- Посів ґрунтується на рейтингові станом на 21 вересня 2009

### Інші учасниці
Нижче наведено учасниць, які отримали вайлдкард на участь в основній сітці:
- Дінара Сафіна
- Ай Суґіяма
- Моріта Аюмі
- Кіміко Дате

Нижче наведено гравчинь, які пробились в основну сітку через стадію кваліфікації:
- Катерина Бондаренко
- Анастасія Павлюченкова
- Джилл Крейбас
- Алекса Ґлетч
- Андреа Петкович
- Уршуля Радванська
- Саня Мірза
- Chang Kai-Chen